# Pierrette Gargallo
Pierrette Gargallo (Barcelona, 23 de junio de 1922-París, 29 de marzo de 2019) fue una escultora, conservadora y mecenas de arte española. 

## Biografía
Gargallo nació el 23 de junio de 1922 en Barcelona. Su madre era la modista francesa Magali Tartanson y su padre el escultor aragonés Pablo Gargallo. Con dos años, su familia se trasladó a vivir a París. Durante su infancia, creció rodeada de las obras de su padre, pero también de otros notables artistas que conformaban el círculo de amistades de la familia, como Josep Llorens Artigas, Juan Gris, Pablo Picasso, Joan Miró, Manuel Hugué, José Soler Casabón, Marc Chagall, Max Jacob o Pierre Reverdy, entre otros.
La muerte repentina de su padre en 1934, cuando tenía 12 años, así como la Guerra civil española le hicieron crecer anticipadamente. Su madre se trasladó al sur de Francia para ayudar a los amigos y familiares que huían de España por los Pirineos, mientras que Pierrette se tuvo que quedar en París para recoger y enviar toda la ayuda que fuera posible para esos refugiados sin recursos.
La ocupación francesa por el ejército nazi obligó al depósito de la obra de Gargallo en favor del gobierno francés, perdiendo el control sobre ella, ya que tuvieron que trasladarse a Céret. Allí fueron denunciadas y recluidas en el campo de internamiento de Rieucros. Afortunadamente, la privación de libertad duró solo unos meses antes de que fueran expulsadas a España.
A su regreso a París en 1947, pudieron recuperar las obras de Pablo Gargallo, acumuladas junto a otras muchas en el sótano del Petit Palais, tras haberse custodiado por el gobierno francés durante la guerra en un tren en constantes desplazamientos. Este fue el punto de partida que permitió la paulatina recuperación, difusión y valoración de la obra de Pablo Gargallo tras más de una década prácticamente olvidada.
En 1950, contrajo matrimonio con el médico Jordi Anguera, con quien tuvo tres hijos: Paul, Jean y Cecile. A su hijo Jean Anguera, escultor como su abuelo, lo apoyó desde el primer momento, de igual manera que él se implicó en el gran proyecto vital de su madre, que fue la creación, engrandecimiento y consolidación del Museo Pablo Gargallo en Zaragoza, proceso en el que Jean también ha participado.
Falleció el 29 de marzo de 2019, en Issy-les-Moulineaux, París.

## Trayectoria artística
Estudió en la Escuela de Artes Decorativas en París. Durante su estancia en Céret realizó su primera exposición, si bien fue en la Barcelona de la posguerra donde desarrolló su mayor actividad creativa.
Expuso individualmente en la Sala Argos, en 1943, donde mostró unas figulinas de gres que tuvieron mucho éxito. Hacía también unos dibujos finísimos, en la línea de Grau Sala, e ilustró algunas obras literarias, como las Faules que escribió el historiador Ferran Soldevila, uno de esos libros que entonces eran medio clandestinos, por el solo hecho de estar publicados en catalán bajo el franquismo. Después, en 1945, en las galerías Pictoria, expondría con Alberto Fabra Foignet y los hermanos José Vilató Ruiz (J. Fín) y Javier Vilató (los dos sobrinos de Pablo Picasso), una monográfica de grabados, presentada por E.C. Ricart, que ha quedado como un hito en el reencuentro de una cierta modernidad del arte catalán de la posguerra.
Su obra se centra en la escultura, siendo su especialidad figuras de pequeño tamaño con un aire costumbrista, aunque también ejecutó relieves de mayores dimensiones con un gran dominio de la composición. Su tono decorativista le llevó a novedosas incursiones de sus esculturas en el escaparatismo. Realizó también grabados para la ilustración de libros de fábulas, con una factura técnica de gran calidad. Pierrette vive la veintena dedicada a su arte, vendiendo prácticamente todo lo que realizaba, y plenamente integrada en el ambiente creativo de la ciudad, en constante contacto con otros artistas, varios de los cuales la retrataron en dibujos, pinturas o fotografías.
Si bien su trabajo artístico era de notable calidad y tuvo posibilidad de vivir gracias a sus creaciones, priorizó siempre la recuperación, primero y conservación, posteriormente, de la obra de su padre. A partir del fallecimiento de su madre, Magali Tartançon en 1959, se dedicó en exclusiva a la conservación y promoción del legado artístico de su padre, Pablo Gargallo.

## Legado
Pierrette, primero con su madre Magali, luego en solitario y, en los últimos años, con el apoyo de sus tres hijos, dedicó sus mayores esfuerzos a promocionar la obra de su padre. Numerosas exposiciones, publicaciones especializadas, préstamos a exposiciones y una cuidada política de ventas y donaciones permitieron la paulatina recuperación crítica de la obra de Pablo Gargallo, su reconocimiento como uno de los principales innovadores de la escultura internacional del siglo XX y que, en la actualidad, sus creaciones forman parte de las colecciones de importantes museos no solo españoles, como el Centro de Arte Reina Sofía, sino también en Nueva York, París, Lisboa o varias ciudades japonesas.
Es de destacar la inmensa labor de catalogación y control de la obra de su padre, tanto en manos públicas como privadas. Parte de esta tarea se vio reflejada en la publicación Pablo Gargallo. Catalogue raisonné en 1998, de su autoría y en la colaboración con María José Salazar en la publicación de Pablo Gargallo (1881-1934). Dibujos en 2010. Realizó muchas otras acciones destacadas sobre la figura de su padre, como el libro, en colaboración con su hijo también escultor Jean Anguera, Gargallo (París, C. Martínez, 1979), y que prologó Jean Cassou. 

Dentro de esa labor prolongada durante más de cinco décadas, siempre mantuvo relación con los orígenes aragoneses de la familia. Historiadores y críticos, como José Camón Aznar o Federico Torralba, impulsaron el conocimiento de Gargallo en Aragón, a lo que, por supuesto prestó atención y colaboración Pierrette Gargallo, con una primera pequeña exposición realizada en Zaragoza en 1972 y una segunda exposición, de mayor tamaño, realizada en la Lonja de Zaragoza en 1981 (en 2007 ese mismo espacio acogió otra todavía más completa), año del centenario del nacimiento del escultor. Ese mismo año se produjo el ofrecimiento directo por parte de Pierrette para la creación de un museo dedicado a Pablo Gargallo en Zaragoza, lo que, tras meses de negociaciones, desembocó en la firma del contrato fundacional del Museo Pablo Gargallo en mayo de 1982.

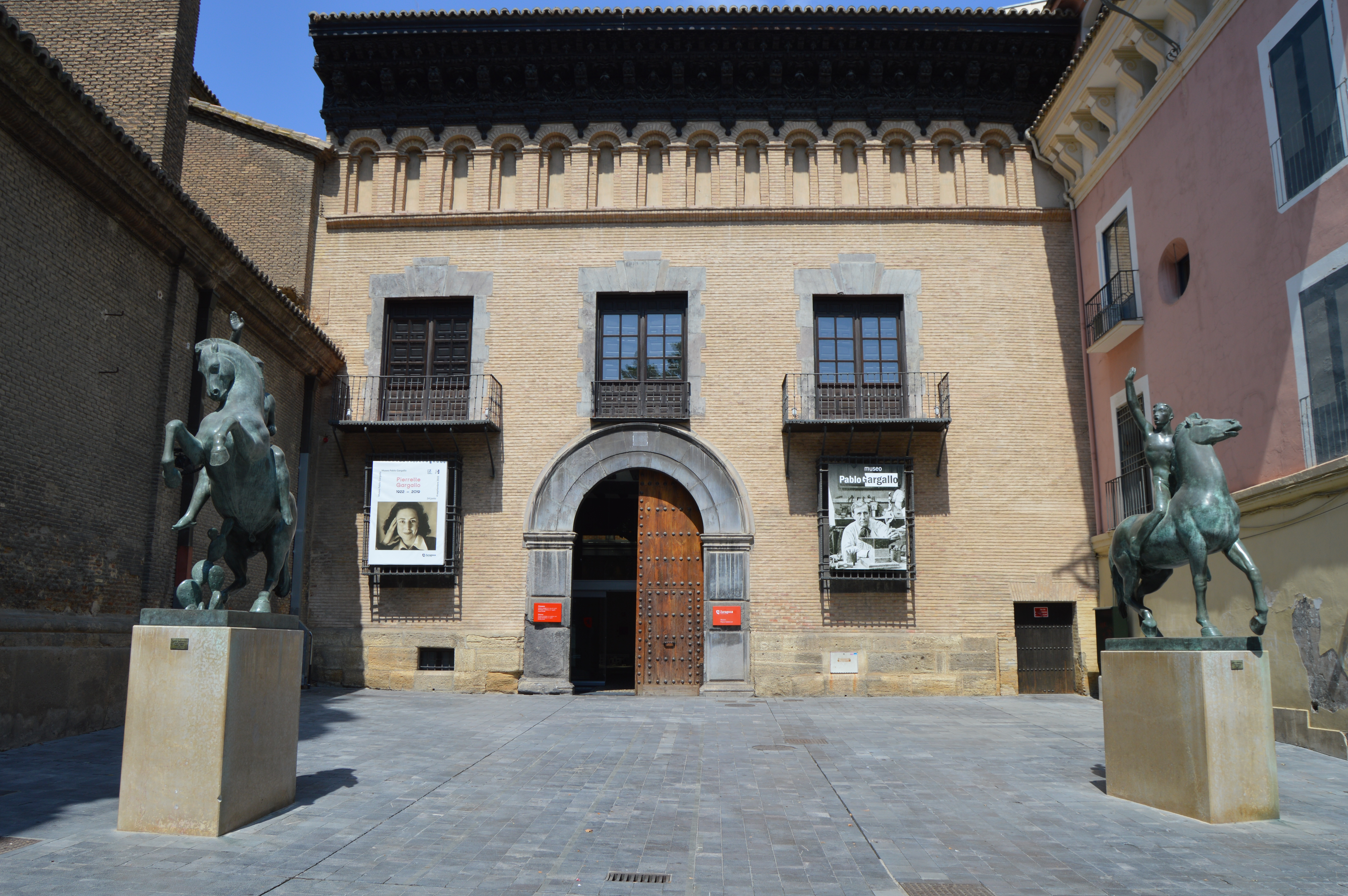
Entrada del Museo Pablo Gargallo, Zaragoza

La creación del Museo Pablo Gargallo en Zaragoza supuso un hito muy relevante dentro de esa trayectoria de recuperación del artista, y en él volcó toda su fuerza y cariño Pierrette. Desde el año 1981, mostró su deseo de que existiera un museo dedicado en exclusiva a Gargallo, y el Ayuntamiento de Zaragoza se mostró favorable a la idea, llegando a firmarse un contrato fundacional el 19 de mayo de 1982. El museo abrió sus puertas tres años después tras un trabajo paralelo en la rehabilitación del antiguo Palacio de Argillo y en la formación de fondos mediante la donación, compra o nueva fundición de obra.
En 2010, con la Asociación de Bibliófilos de Barcelona preparó, en formato de libro de bibliófilo, una selección de Escrits d’art (escritos de arte) de su padre, partiendo de manuscritos inéditos del artista, con texto introductorio y selección de Eliseu Trenc.
La donación inicial de Pierrette y los trabajos realizados por el Ayuntamiento de Zaragoza, dirigidos por Rafael Ordóñez Fernández, permitieron la inauguración del museo el 8 de julio de 1985, el primero de gestión municipal. No obstante, no fue esa la única aportación de la hija del artista a la ciudad, y durante las décadas siguientes se sucedieron diferentes donaciones y permisos de reproducción que aumentaron la colección expuesta hasta prácticamente duplicar el número inicial. En la actualidad, el Museo Pablo Gargallo es el único dedicado monográficamente al escultor que permite conocer todos los pasos de su búsqueda artística.

## Reconocimientos
En 1988, Gargallo fue nombrada Hija adoptiva de Zaragoza. Posteriormente, en 2003, recibió la Medalla de Oro al Mérito en las Buenas Artes de San Luis, con una semblanza realizada por Juan Antonio Cremades y la Encomienda con placa de la Orden Civil de Alfonso X el Sabio. Y, en 2016, el Ayuntamiento de Zaragoza le dedicó una calle de nueva creación.
Después de su fallecimiento en 2019, en junio de 2022, el Museo Pablo Gargallo celebró el centenario de su nacimiento organizando una exposición temporal en su honor sobre su vida y obra artística. Además, se renombró su salón de actos como Sala Pierrette; de esta forma, los nombres de padre e hija quedaban nuevamente vinculados.

## Galería

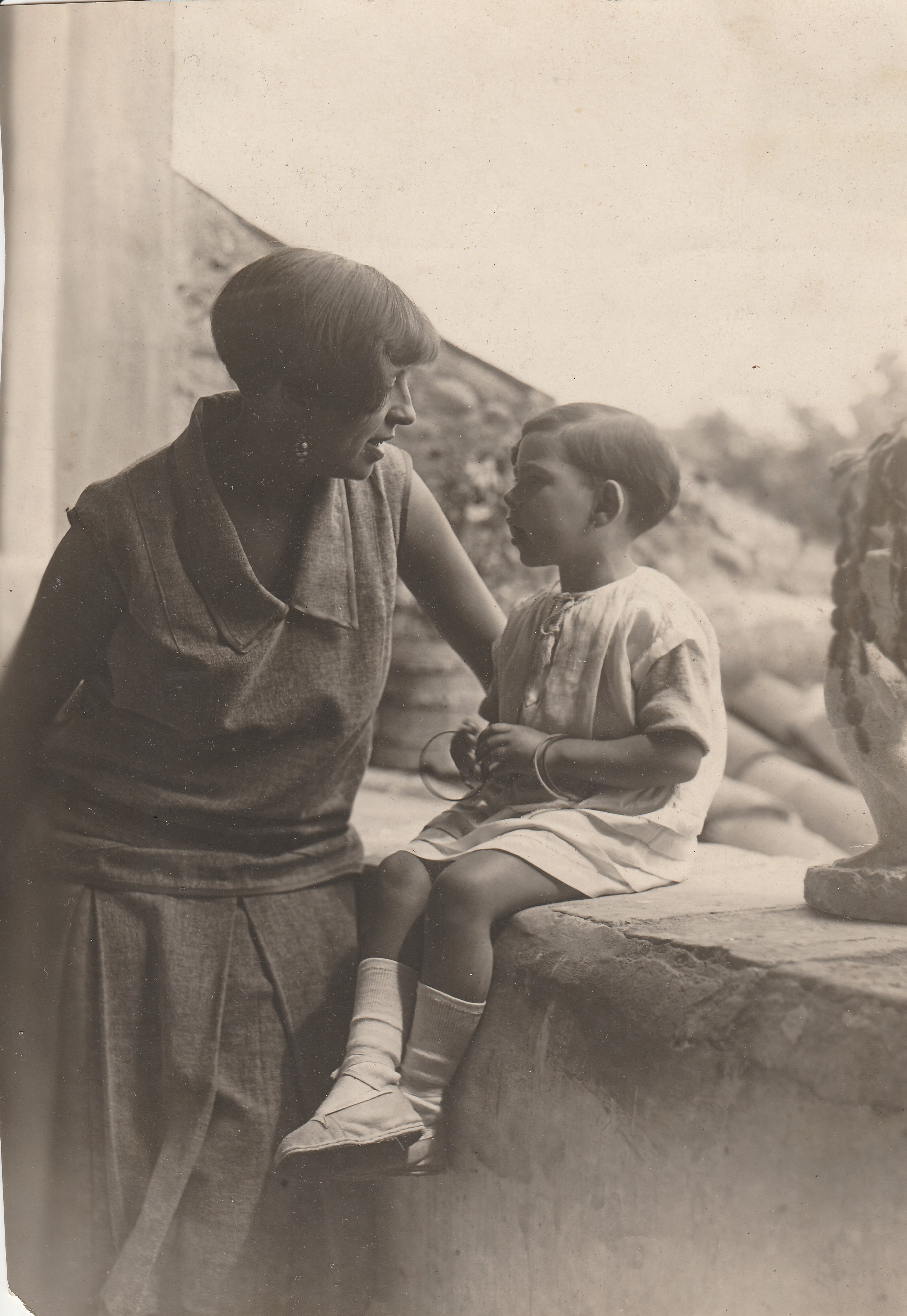
Magali y Pierrette en Ceret casa de Pierre Brune 1926
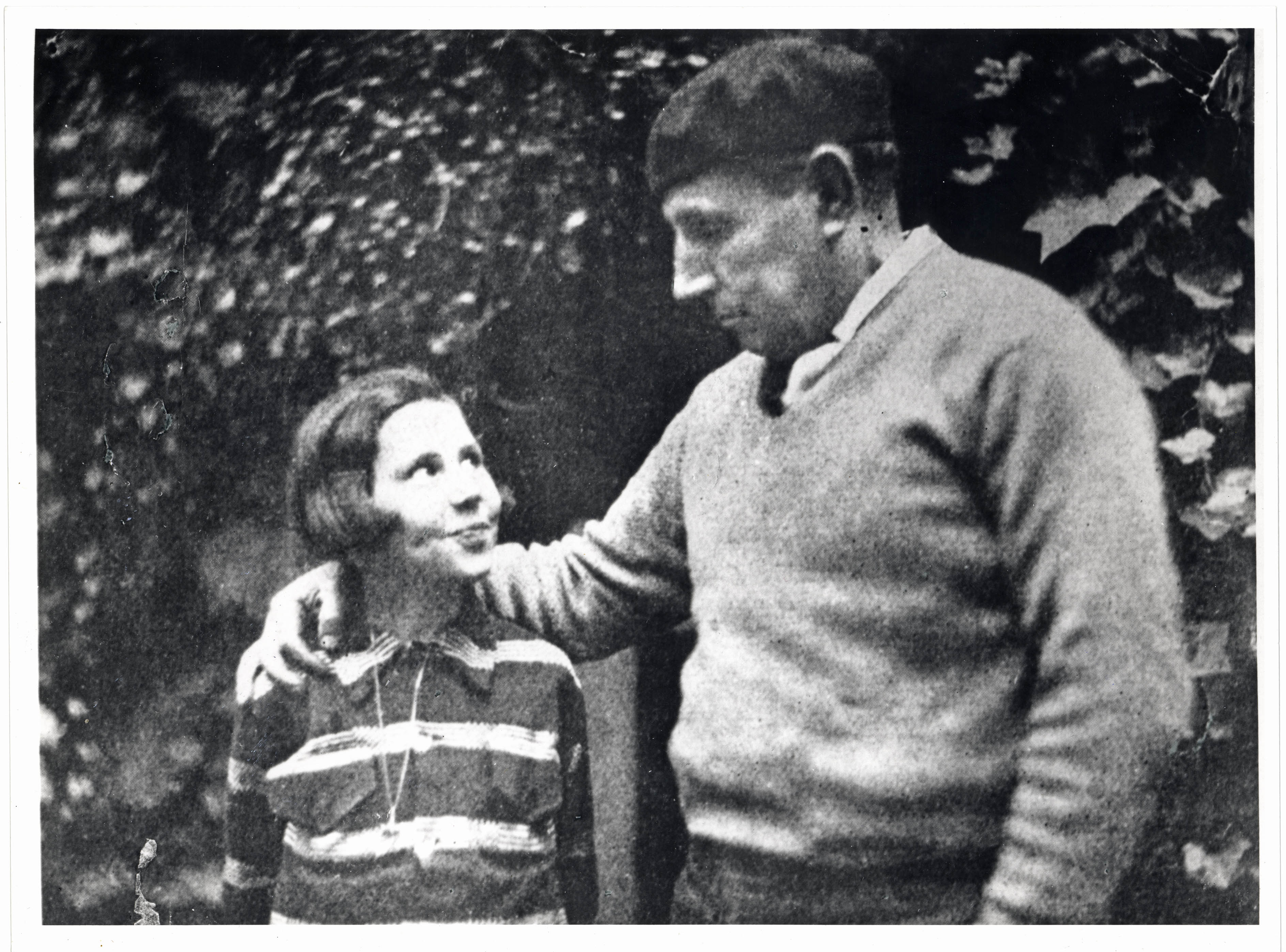
Pierrette Gargallo y Pablo Gargallo en París
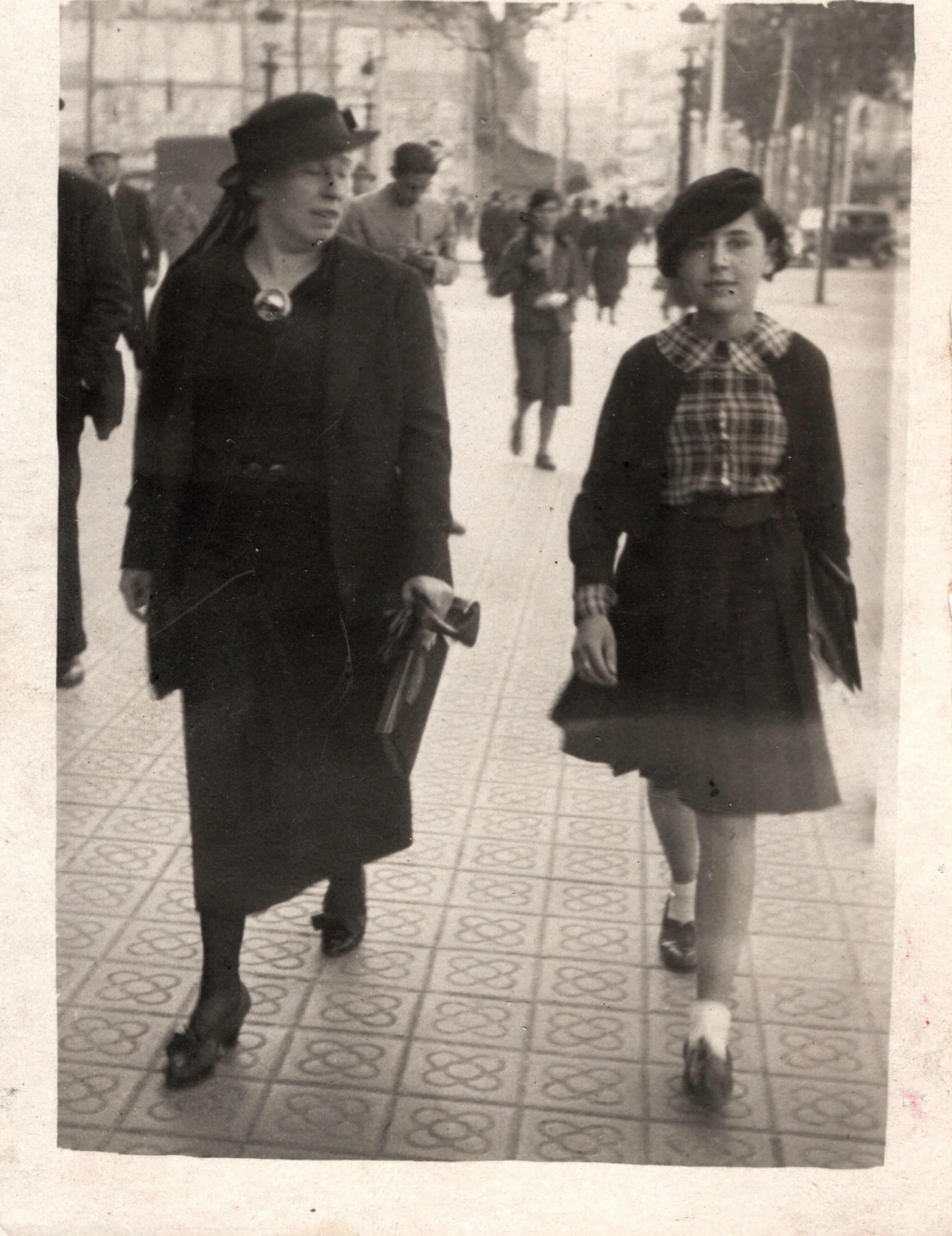
Magali y Pierrette en Barcelona en 1935.
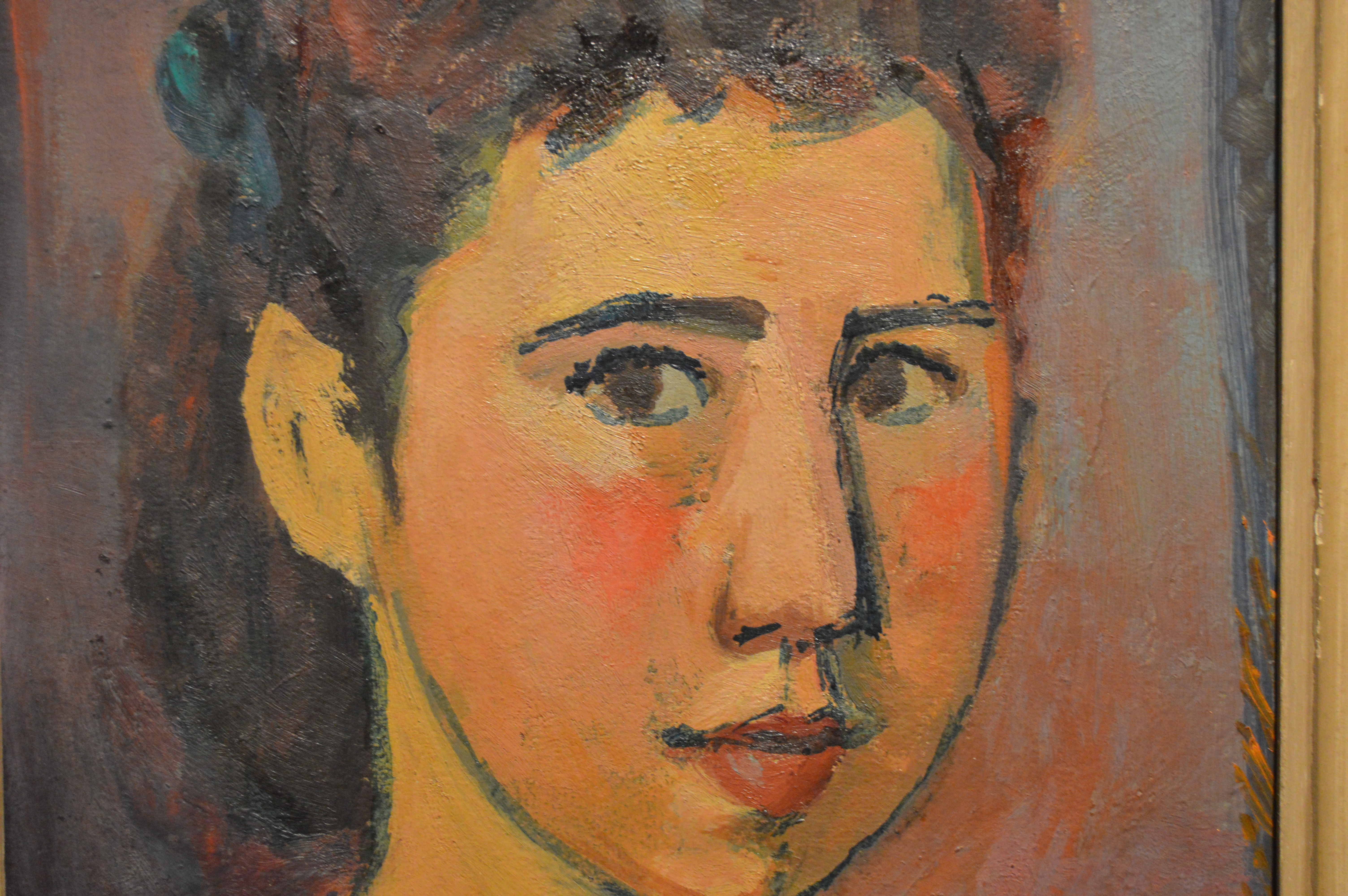
Pierrette a Céret, retrato de Pierrette realizado por Marc Saint-Saens, 1946
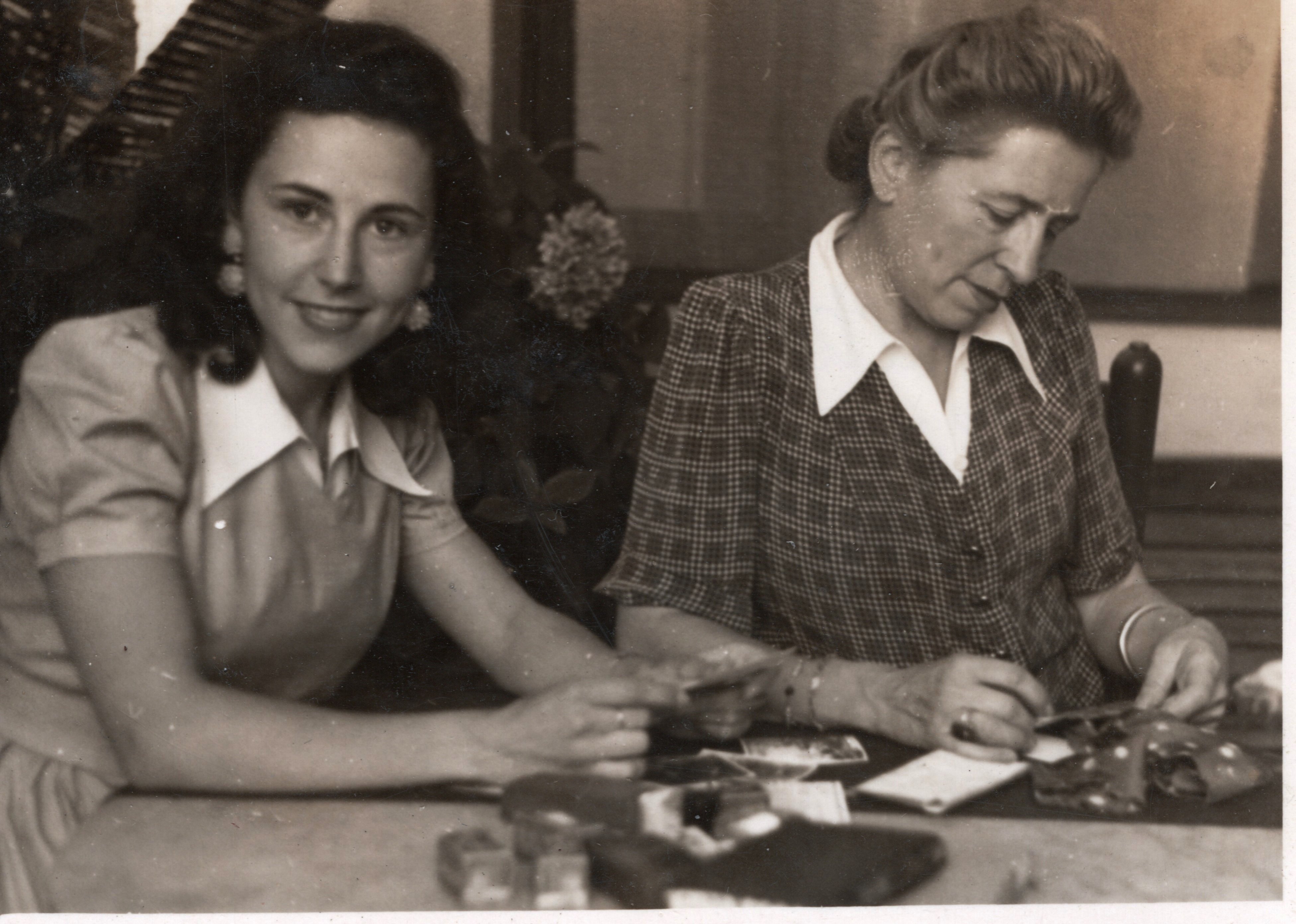
Pierrette y Magali. Calle Vallirana. Barcelona. 1945
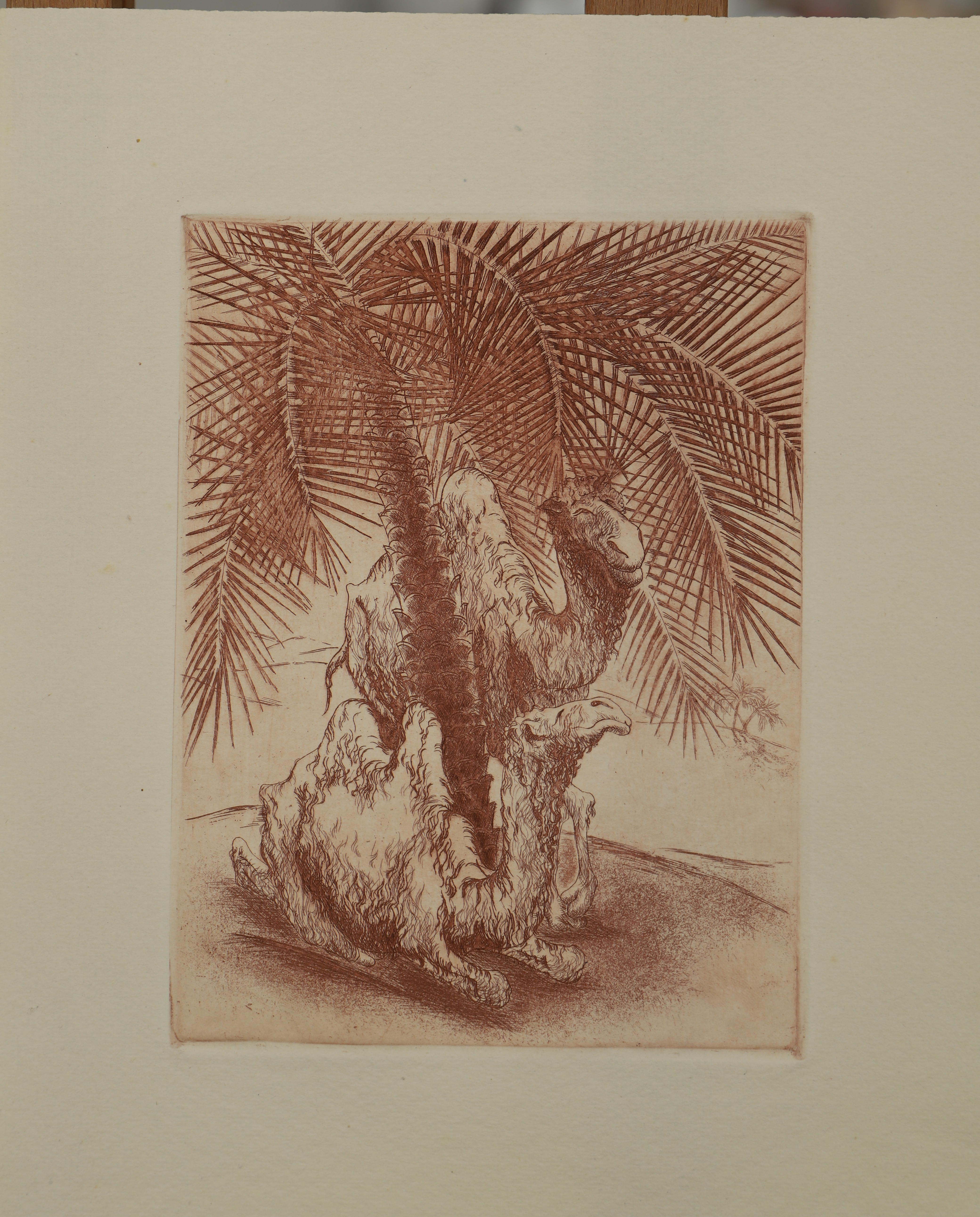
Les Faules, grabado de 1946, de Pierrette Gargallo
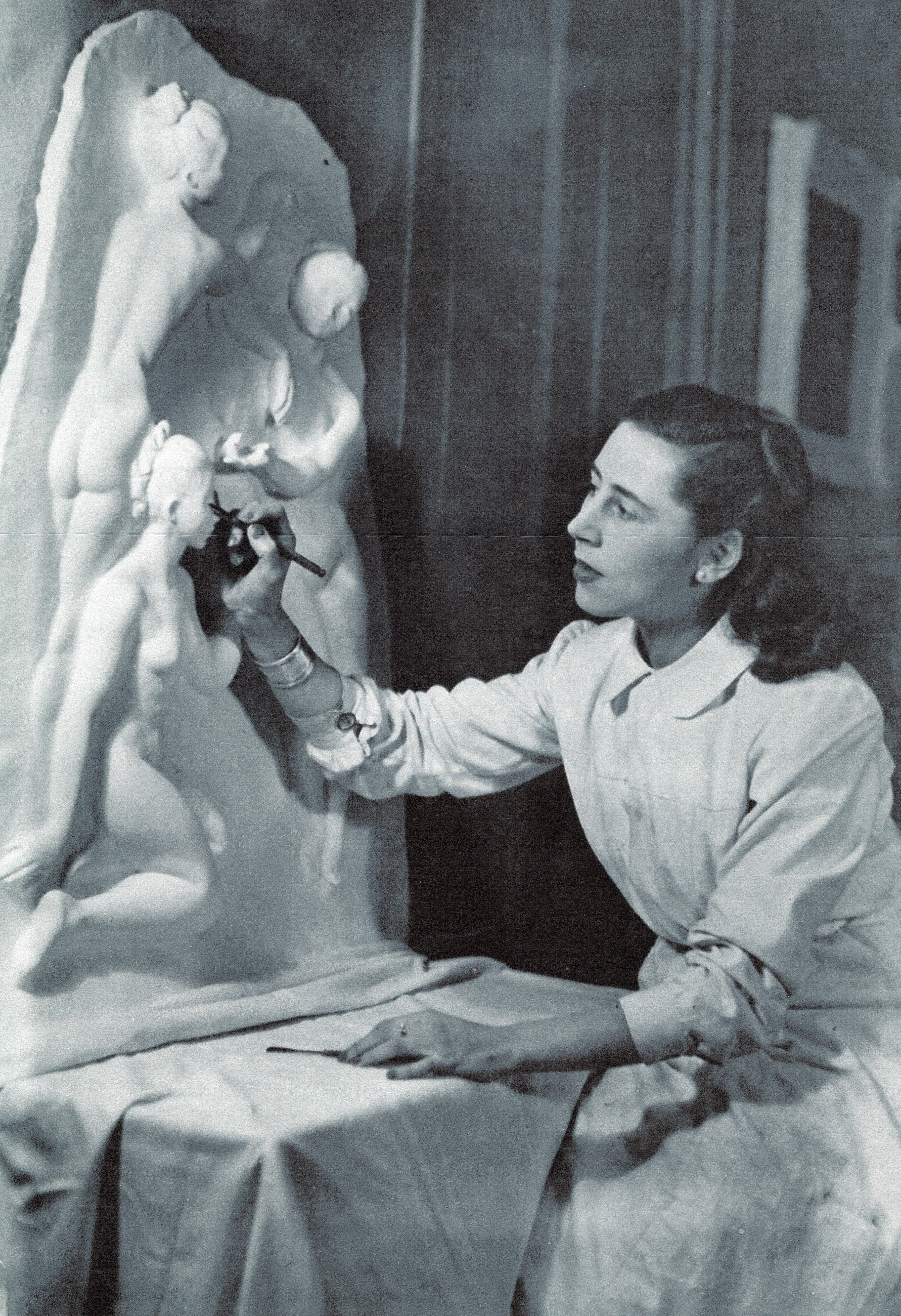
Pierrette Gargallo trabajando en la fuente de Las tres gracias
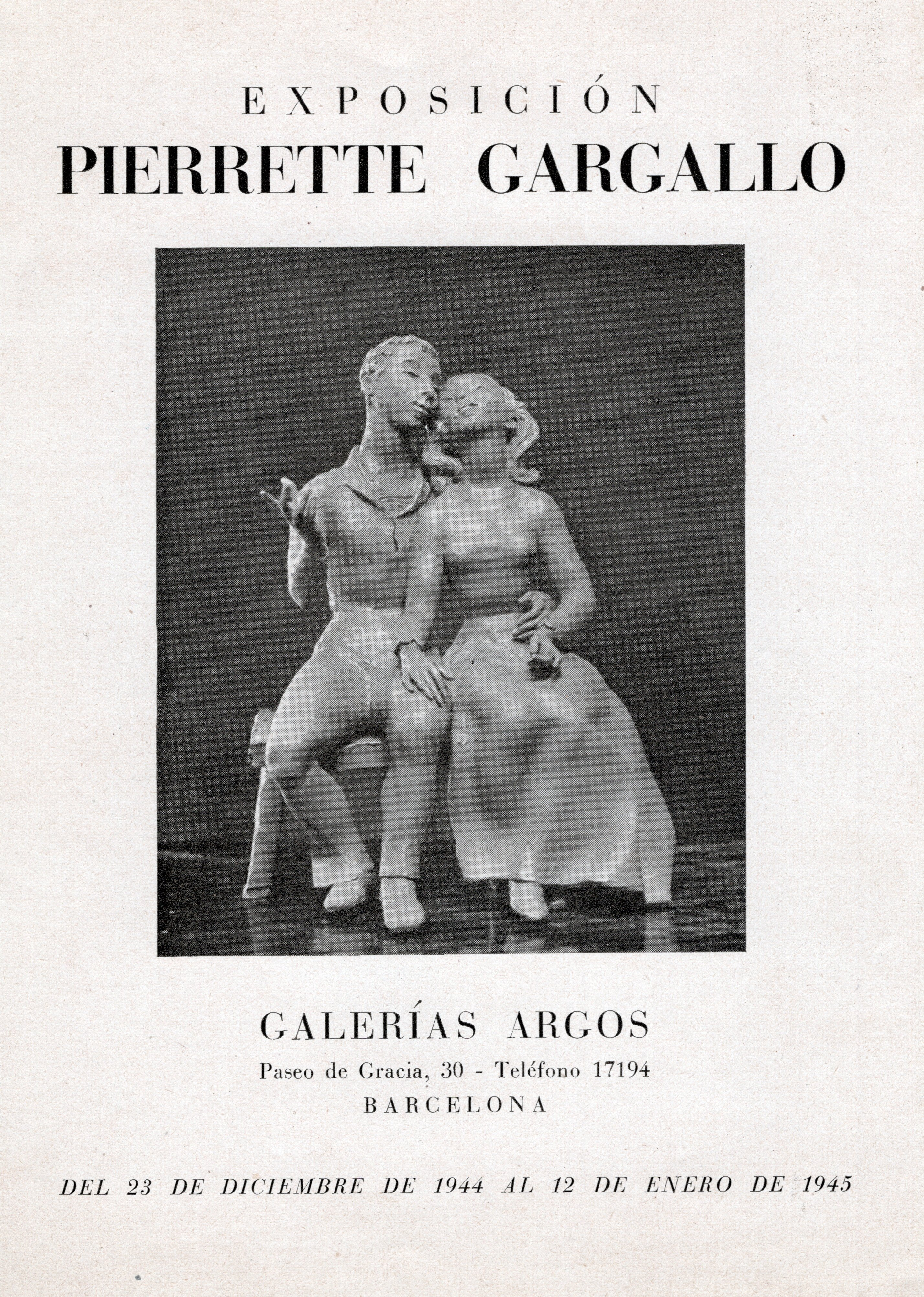
Folleto publicitario de la exposición de Pierrette Gargallo en las Galerías Argos de Barcelona (del 23 diciembre 1944 al 12 enero 1945)
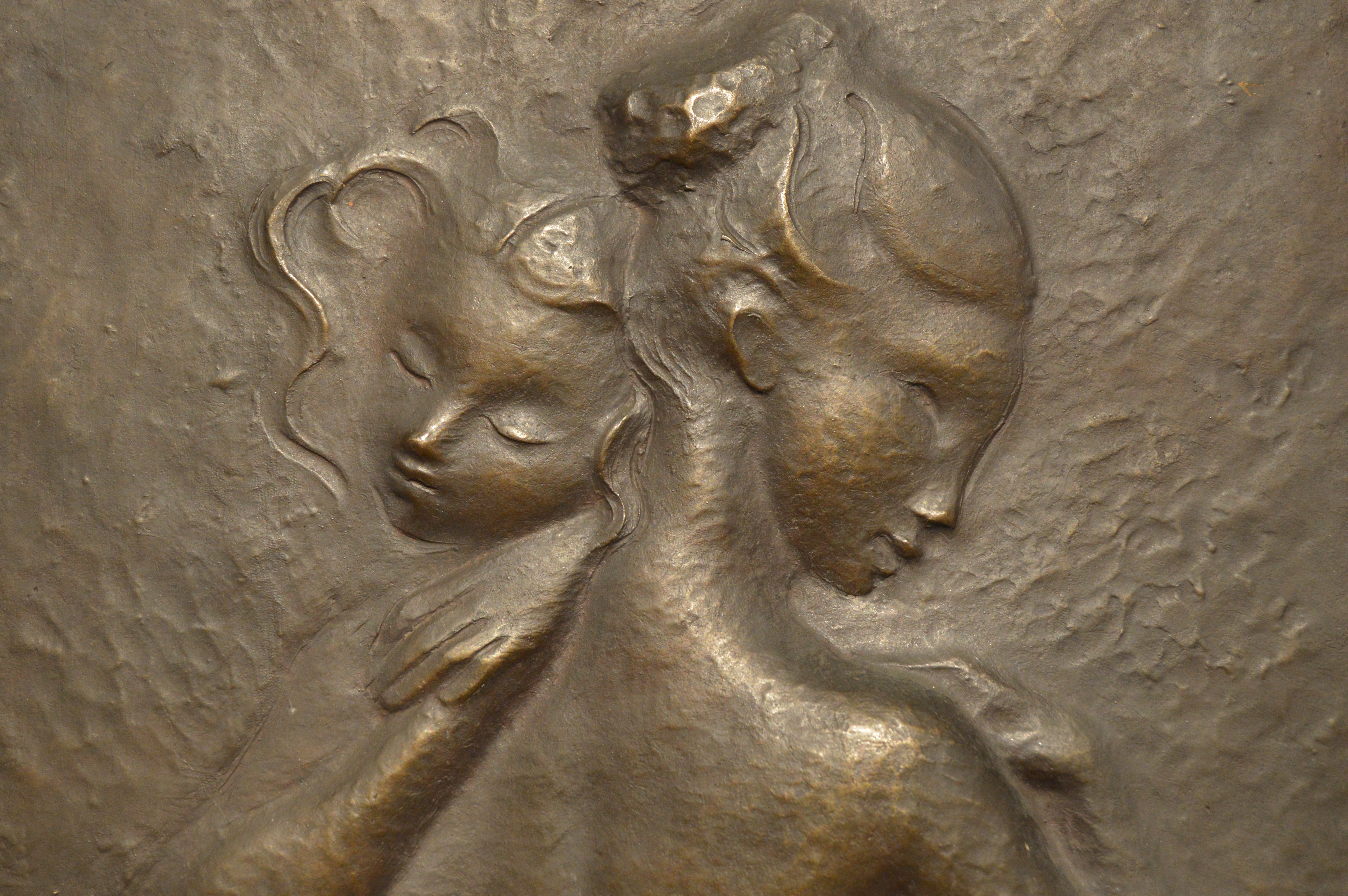
Deux jeunes femmes, bajorrelieve de 1946 de Pierrette Gargallo
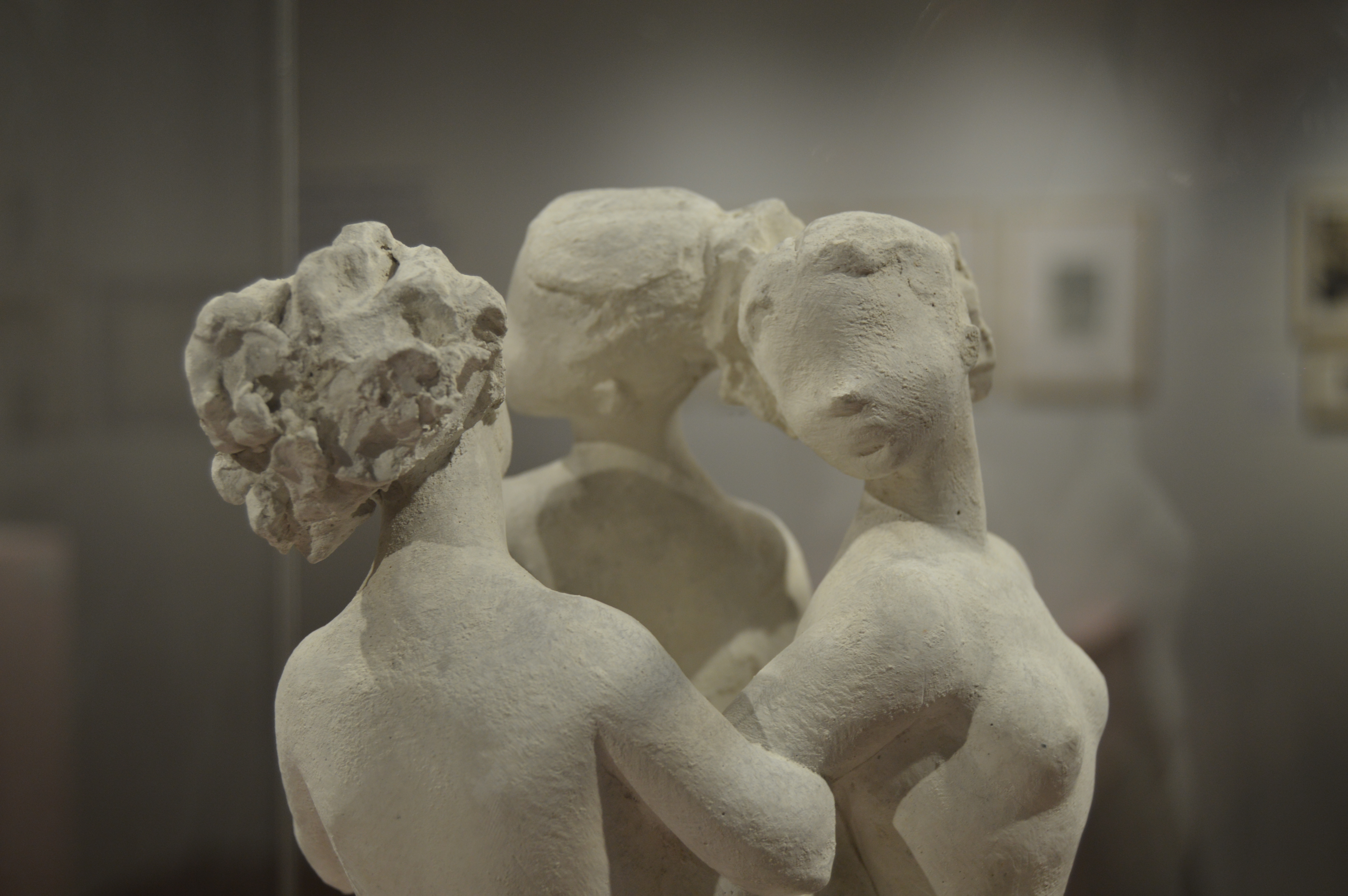
La ronde,  1948, obra en yeso realizada por Pierrette Gargallo
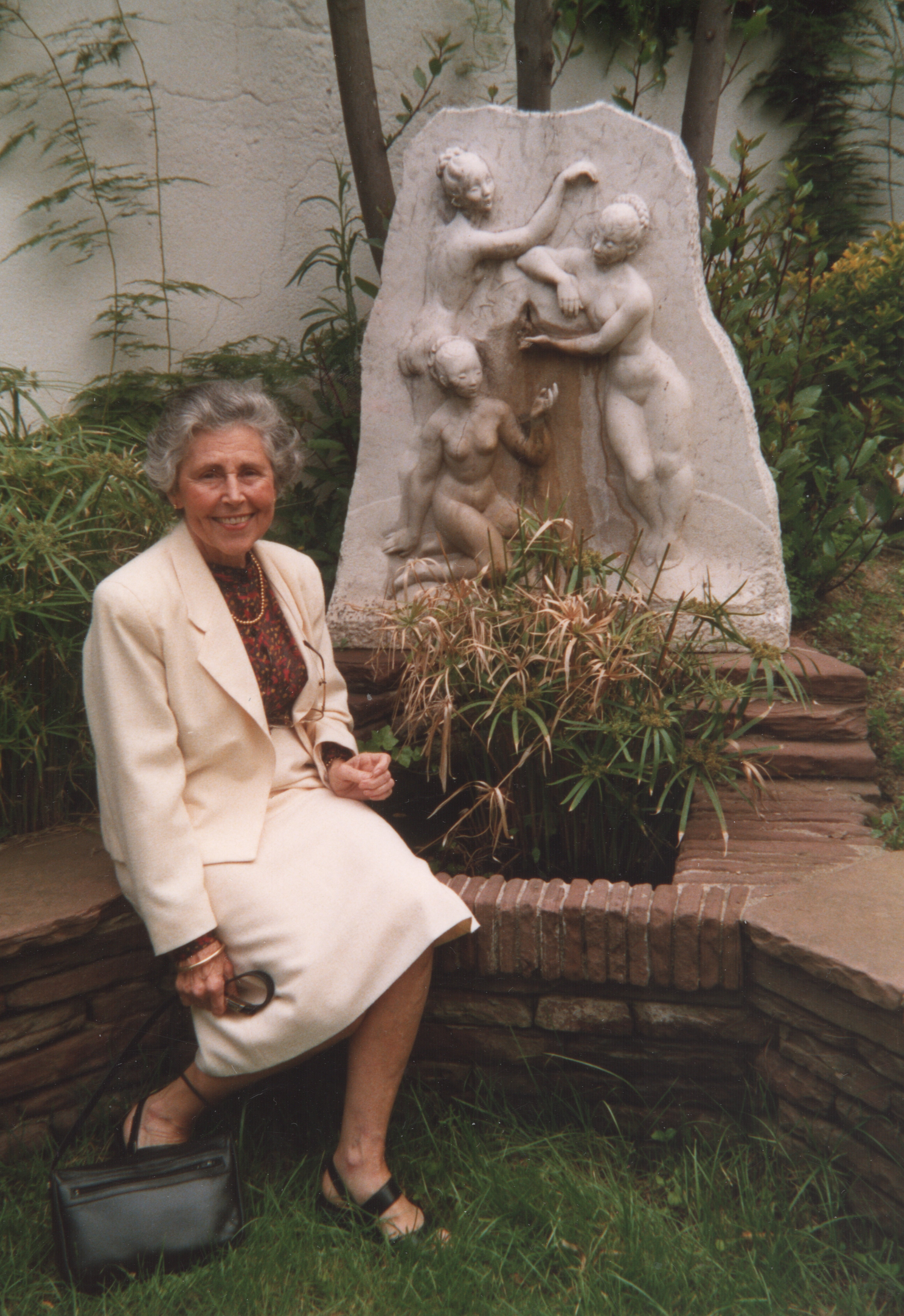
Pierrette Gargallo en 1990 con su obra escultórica Las tres gracias, realizada en 1946 para una fuente del Sr. Terruel Suriol.
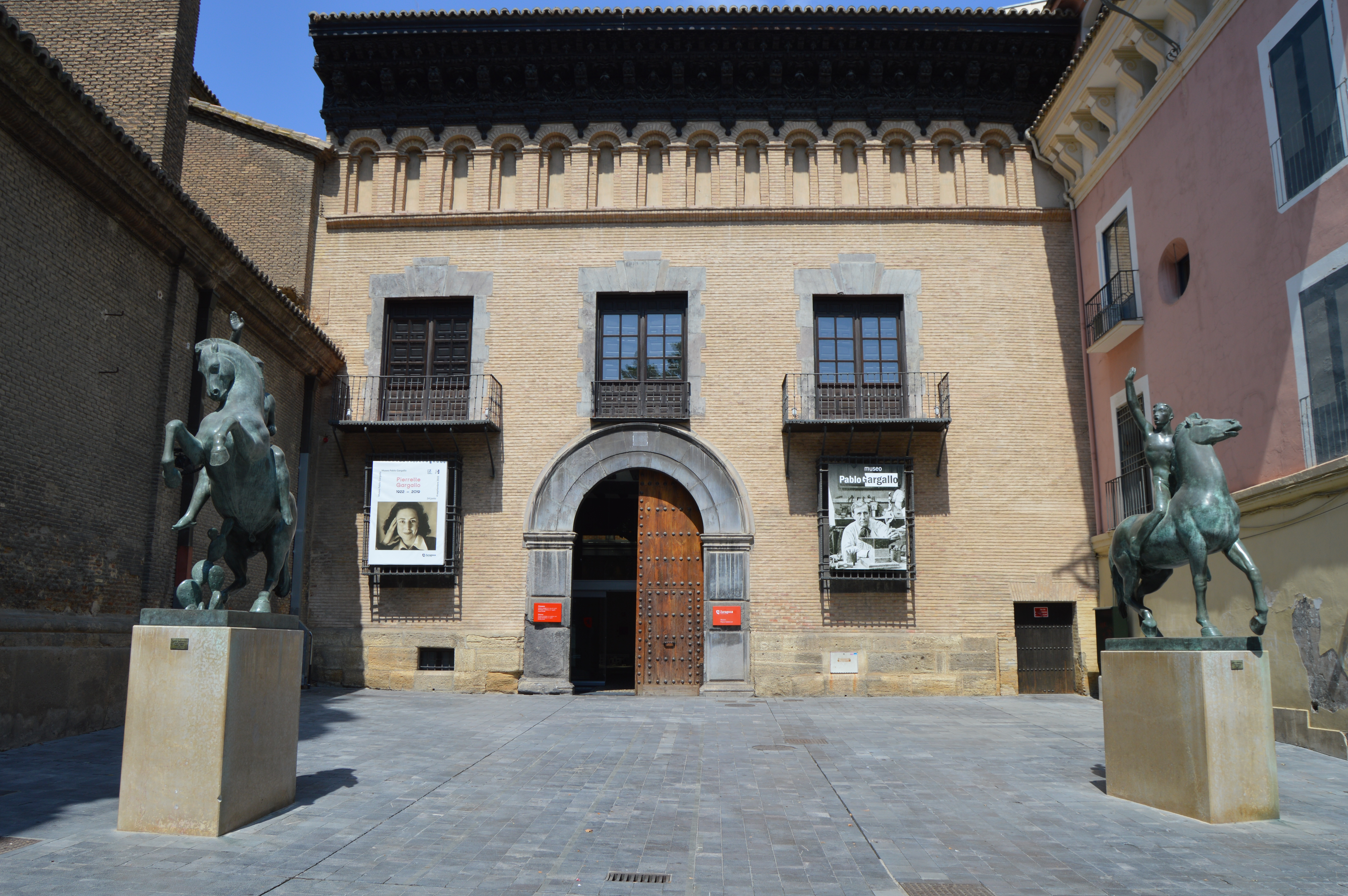
Fachada del Museo Pablo Gargallo en el antiguo Palacio de Argillo con las esculturas "Saludo Olímpico" de Pablo Gargallo.
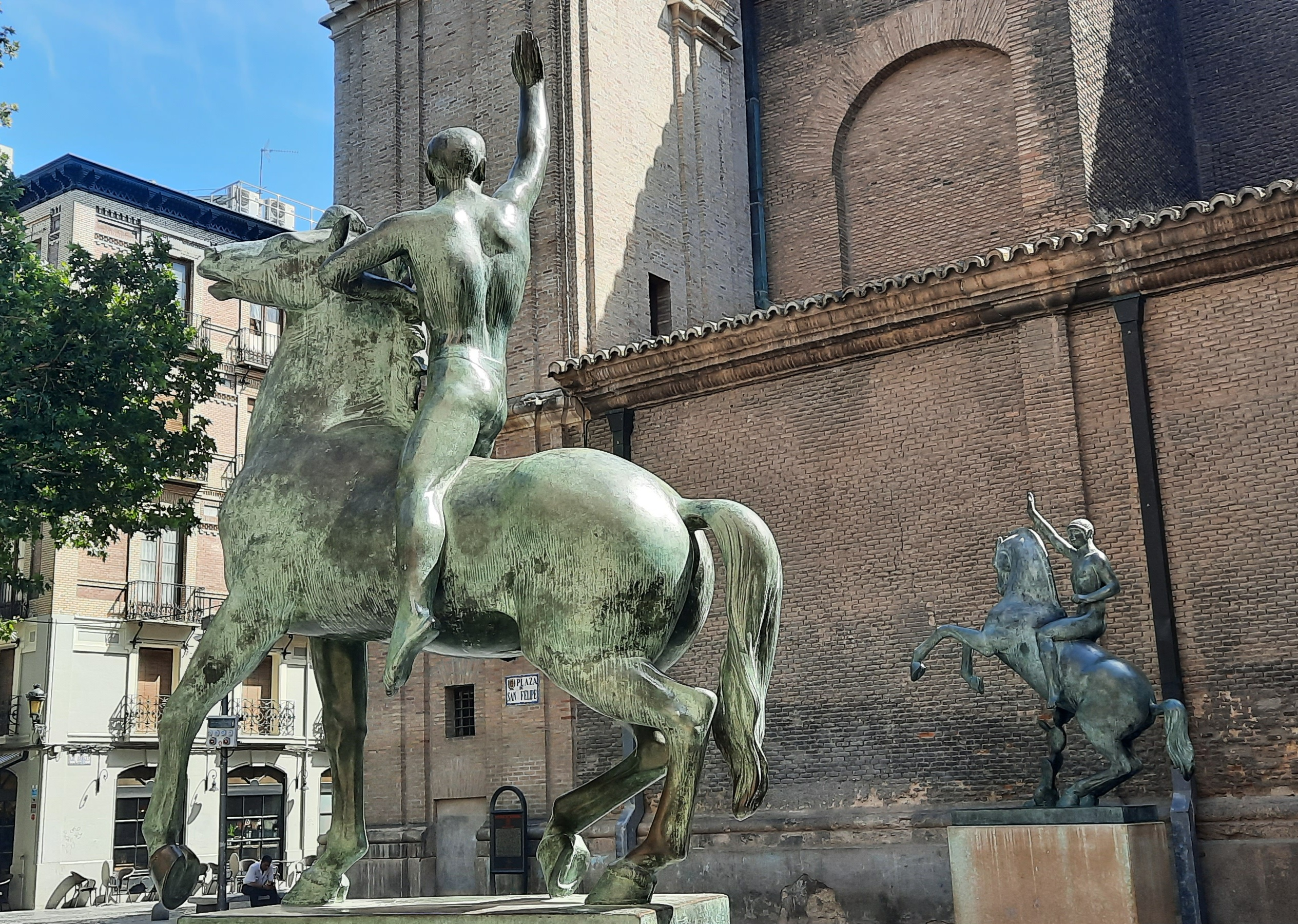
Esculturas Saludo Olímpico realizadas por Pablo Gargallo y situadas a la entrada del Museo Pablo Gargallo.
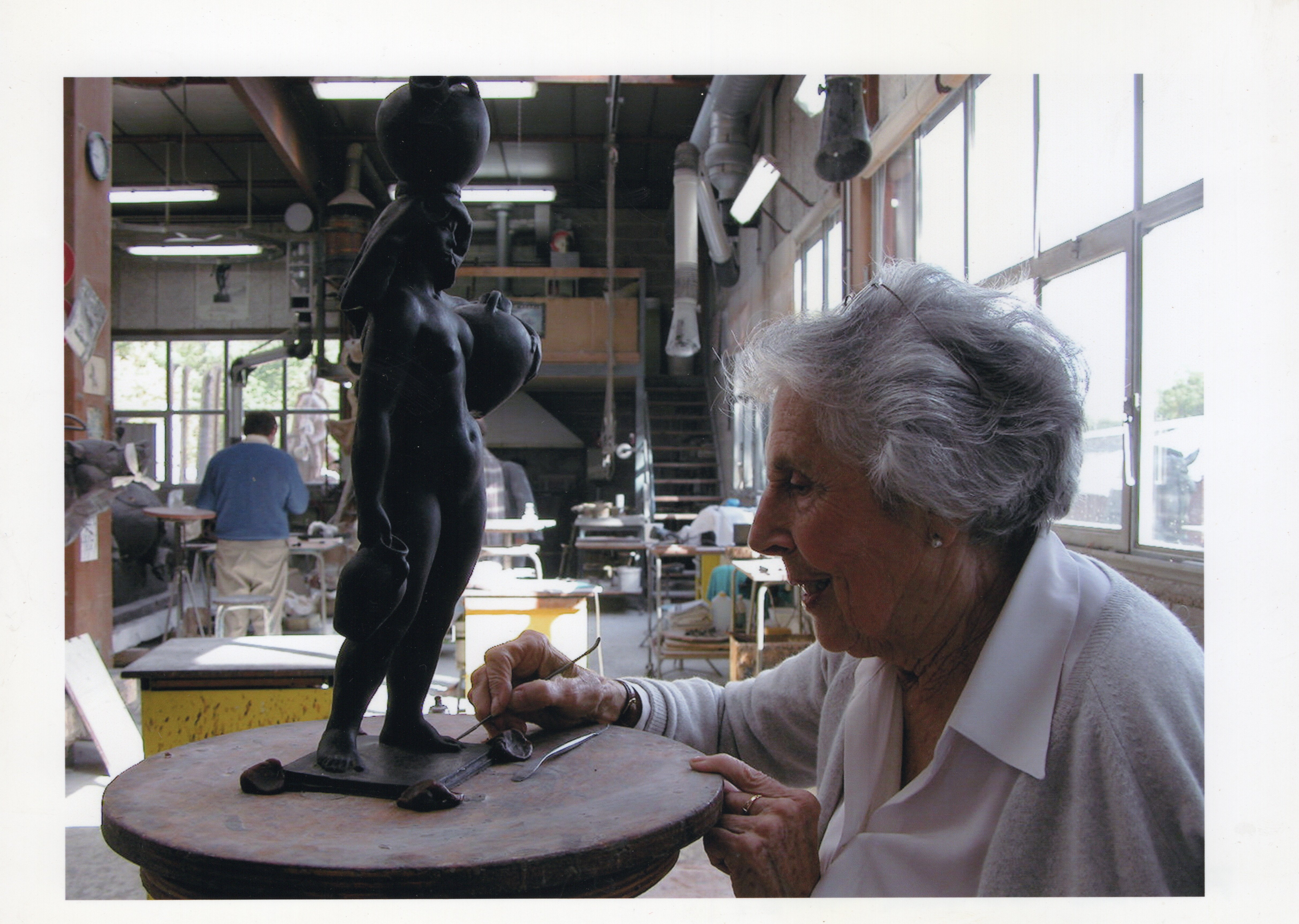
Pierrette retocando la refundición de una obra de Pablo Gargallo en la Fundición Coubertin (París), en 2006.
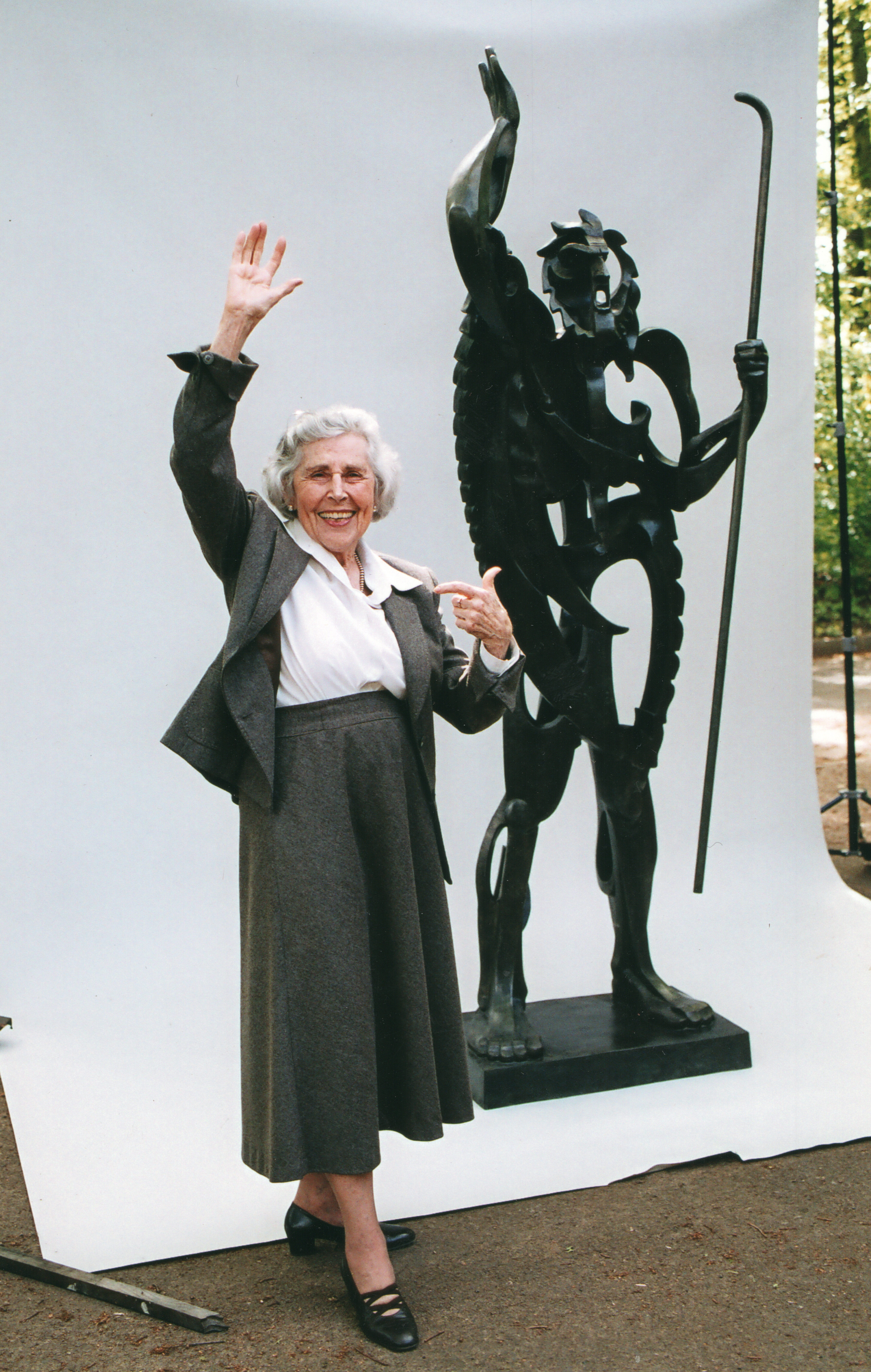
Pierrette Gargallo junto al cartel promocional de "Gran Profeta" en la Fundición Coubertin (París) en 2006.
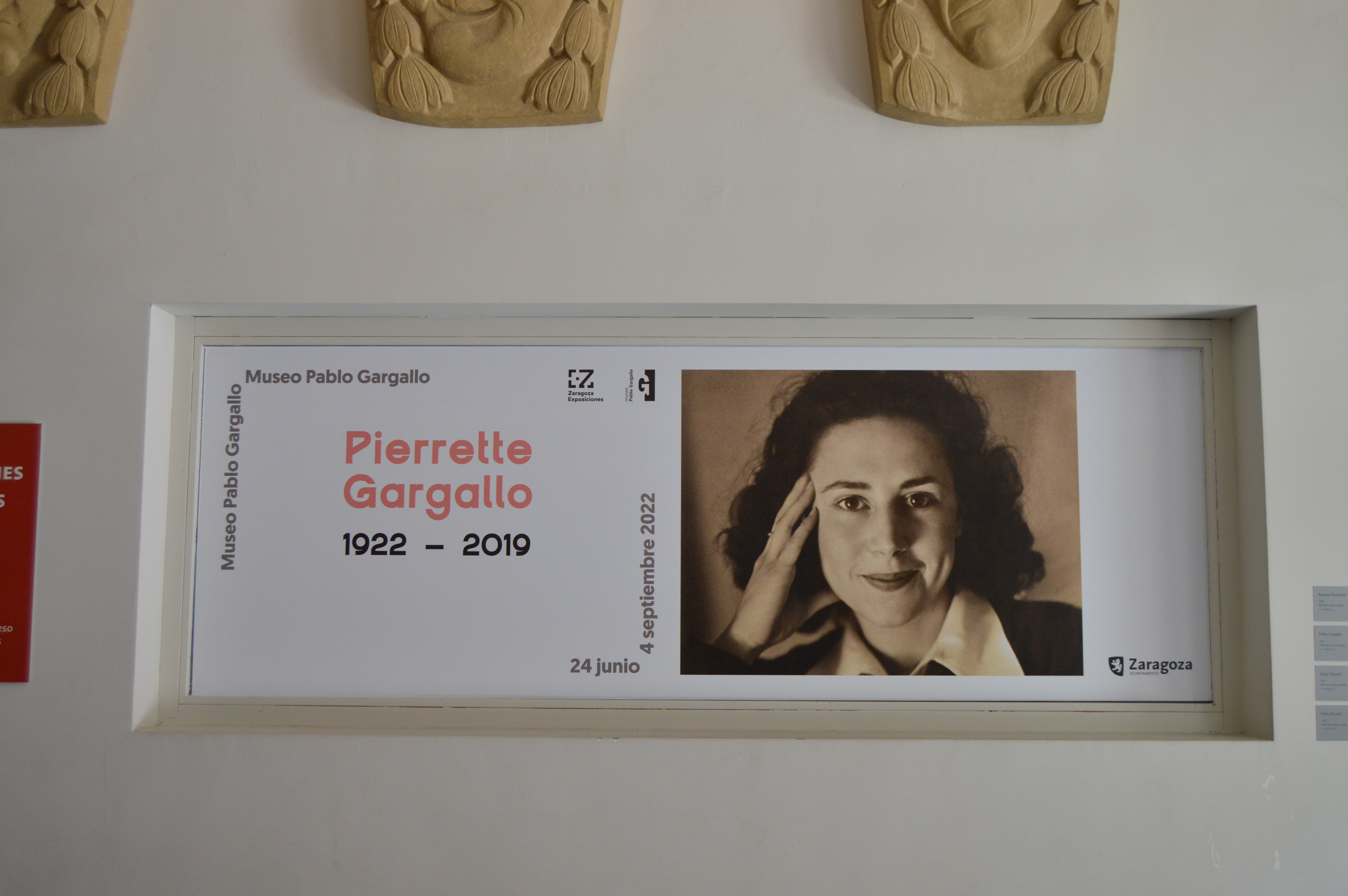
Cartel de la Exposición Pierrette Gargallo. 1922-2022. Museo Pablo Gargallo.
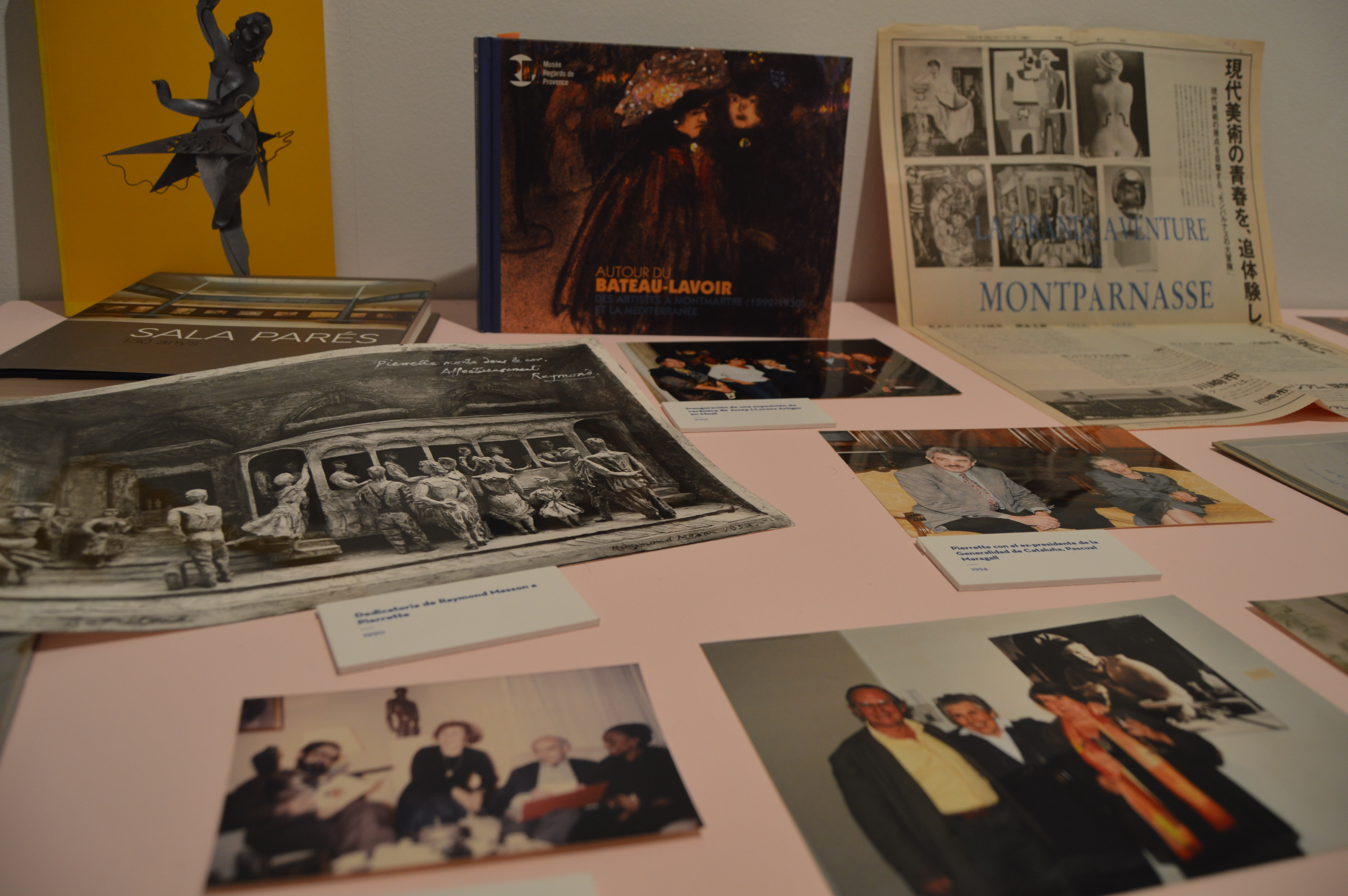
Elementos exhibidos en la Exposición Pierrette Gargallo. 1922-2022. Museo Pablo Gargallo.
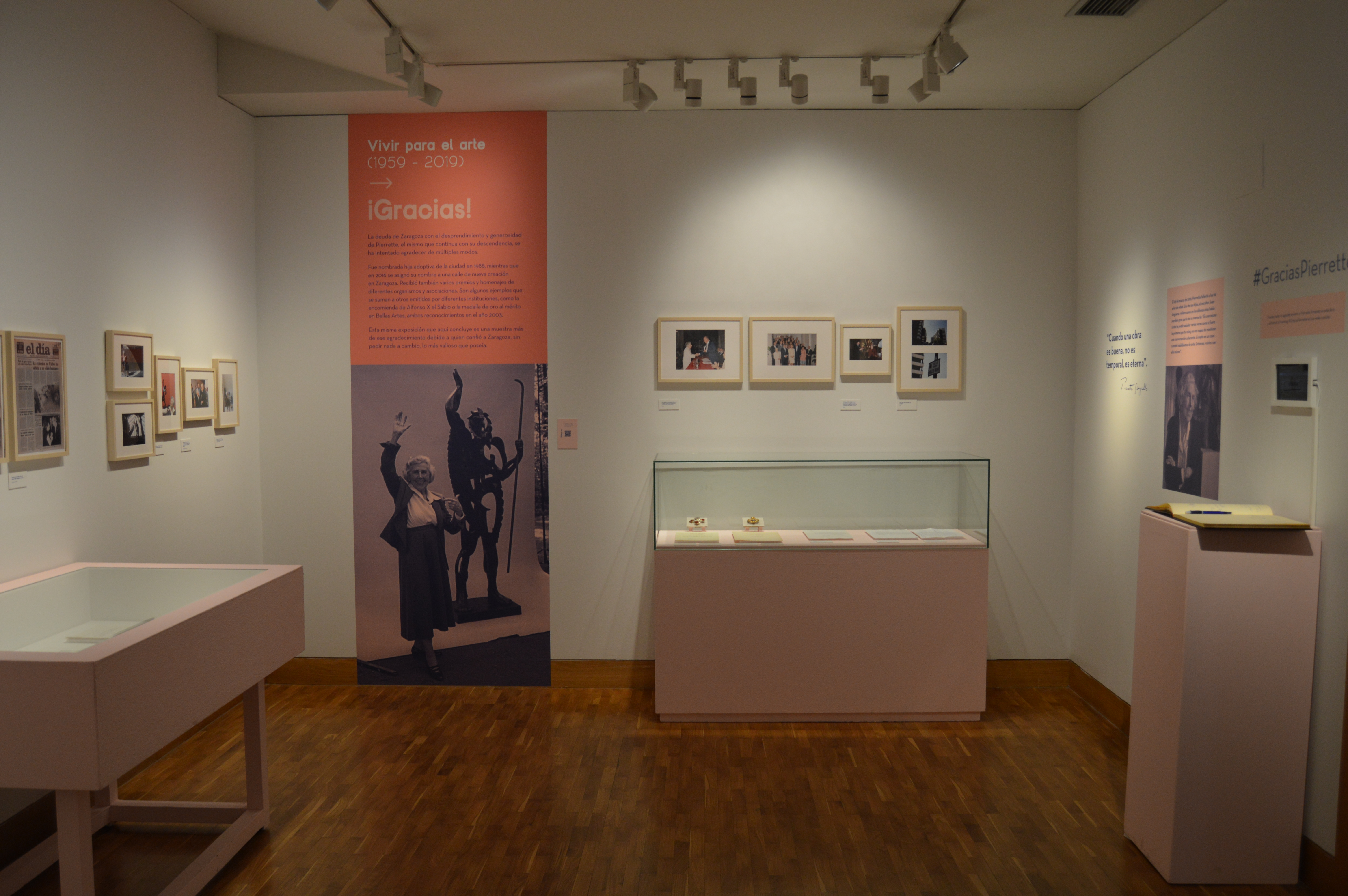
Elementos exhibidos en la Exposición Pierrette Gargallo. 1922-2022. Museo Pablo Gargallo.
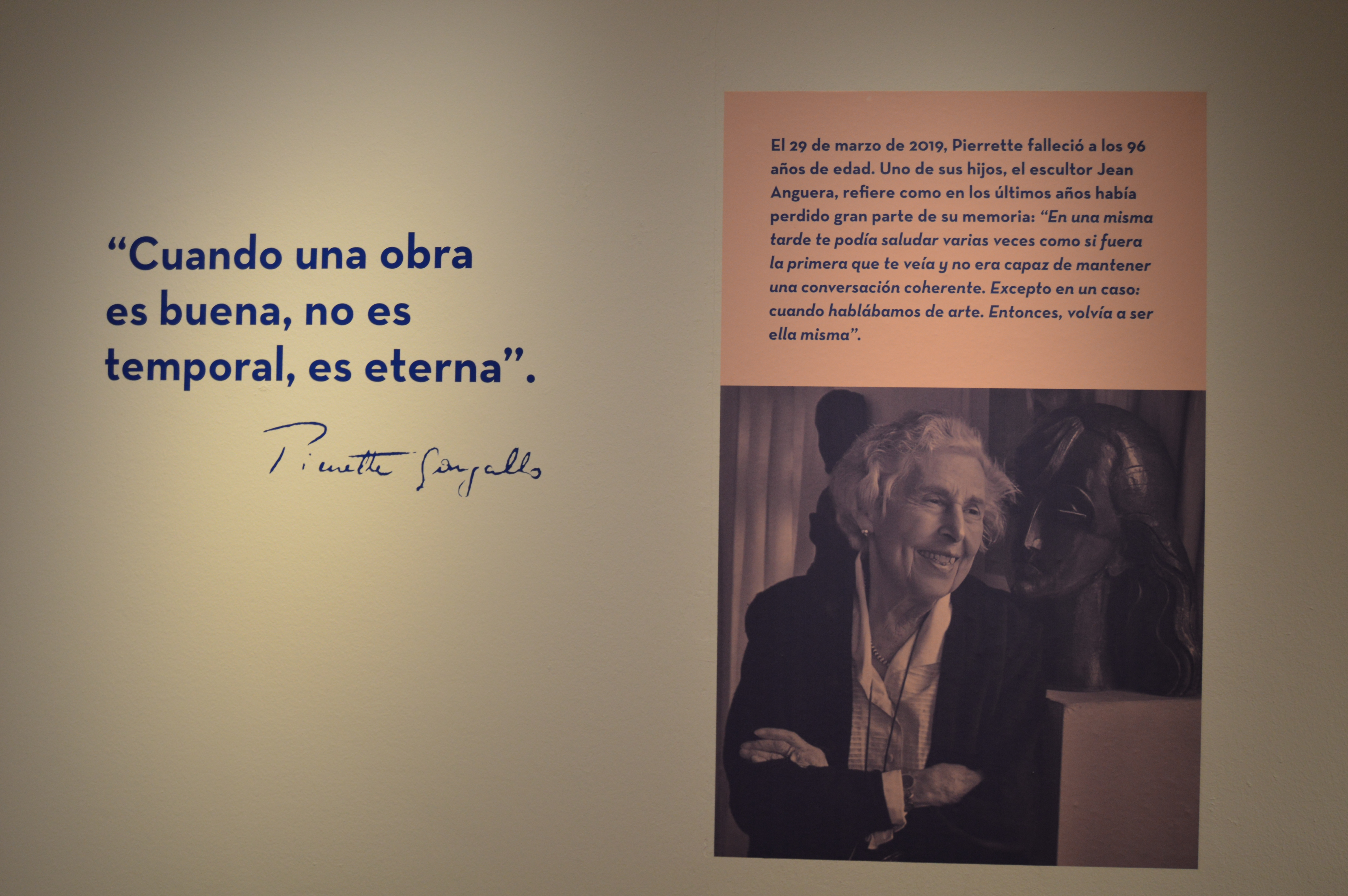
Exposición Pierrette Gargallo. 1922-2022. Museo Pablo Gargallo.
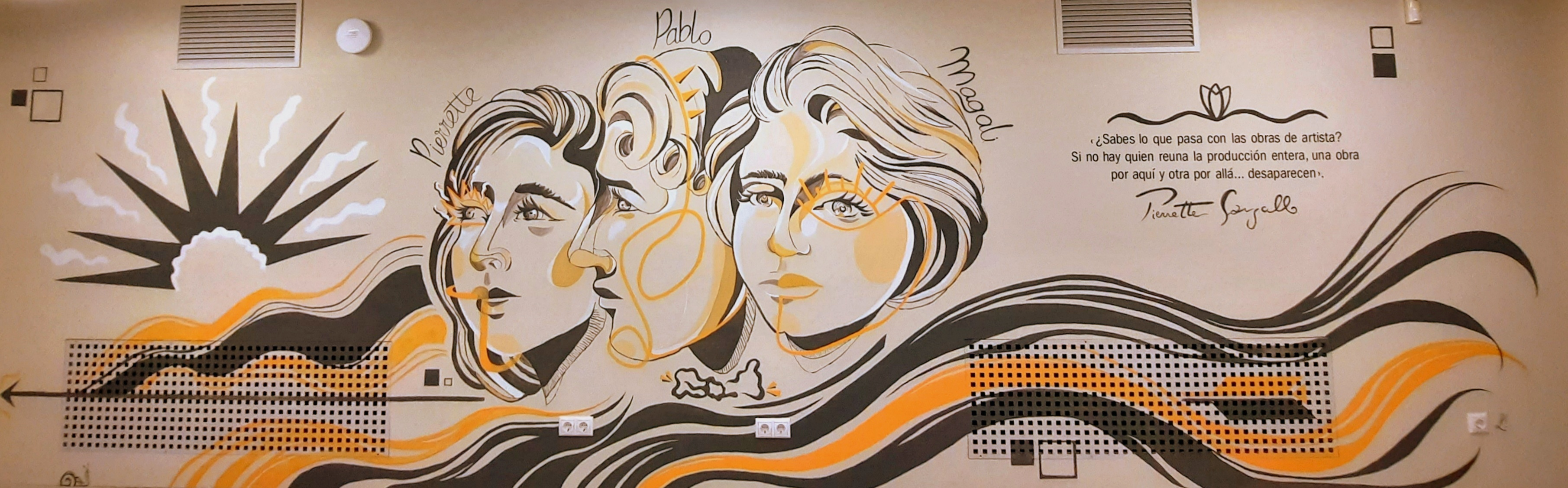
Mural Pierrette, Pablo y Magali realizado por la artista zaragozana Lara Gómez en colaboración con Believe in art, 2023, situado en el Aula didáctica del Museo Pablo Gargallo.